# Josip Belušić
Josip Belušić, født den 12. marts 1847 i Županići, Labin, Istria, i Kejserriget Østrig (i det nuværende Kroatien), døde den 8. januar 1905 i Trieste, var en kroatisk opfinder. Han er kendt for at opfinde speedometeret.
Han blev født i Županići, nær Labin. Han studerede i Wien. Belušić var professor i Koper og Trieste. Han patenterede sit speedometer i 1888 og præsenterede det på verdensudstillingen i 1889 i Paris.